# Оберсаасайм
Оберсаасайм (фр. Obersaasheim) — коммуна на северо-востоке Франции в регионе Гранд-Эст (бывший Эльзас — Шампань — Арденны — Лотарингия), департамент Верхний Рейн, округ Кольмар — Рибовилле, кантон Энсисем. До марта 2015 года коммуна административно входила в состав упразднённого кантона Нёф-Бризак (округ Кольмар).
Площадь коммуны — 12,88 км², население — 973 человека (2006) с тенденцией к росту: 1014 человек (2012), плотность населения — 78,7 чел/км².

## Население
Численность населения коммуны в 2011 году составляла 1016 человек, а в 2012 году — 1014 человек.
| 1962 | 1968 | 1975 | 1982 | 1990 | 1999 | 2006 | 2008 | 2011 | 2012 |
| ---- | ---- | ---- | ---- | ---- | ---- | ---- | ---- | ---- | ---- |
| 528  | 505  | 546  | 653  | 706  | 807  | 973  | 1030 | 1016 | 1014 |

Динамика населения:

## Экономика
В 2010 году из 684 человек трудоспособного возраста (от 15 до 64 лет) 554 были экономически активными, 130 — неактивными (показатель активности 81,0 %, в 1999 году — 74,9 %). Из 554 активных трудоспособных жителей работали 516 человек (287 мужчин и 229 женщин), 38 числились безработными (14 мужчин и 24 женщины). Среди 130 трудоспособных неактивных граждан 41 были учениками либо студентами, 31 — пенсионерами, а ещё 58 — были неактивны в силу других причин.
На протяжении 2011 года в коммуне числилось 379 облагаемых налогом домохозяйств, в которых проживало 1004,5 человека. При этом медиана доходов составила 22 144 евро на одного налогоплательщика.

## Достопримечательности (фотогалерея)

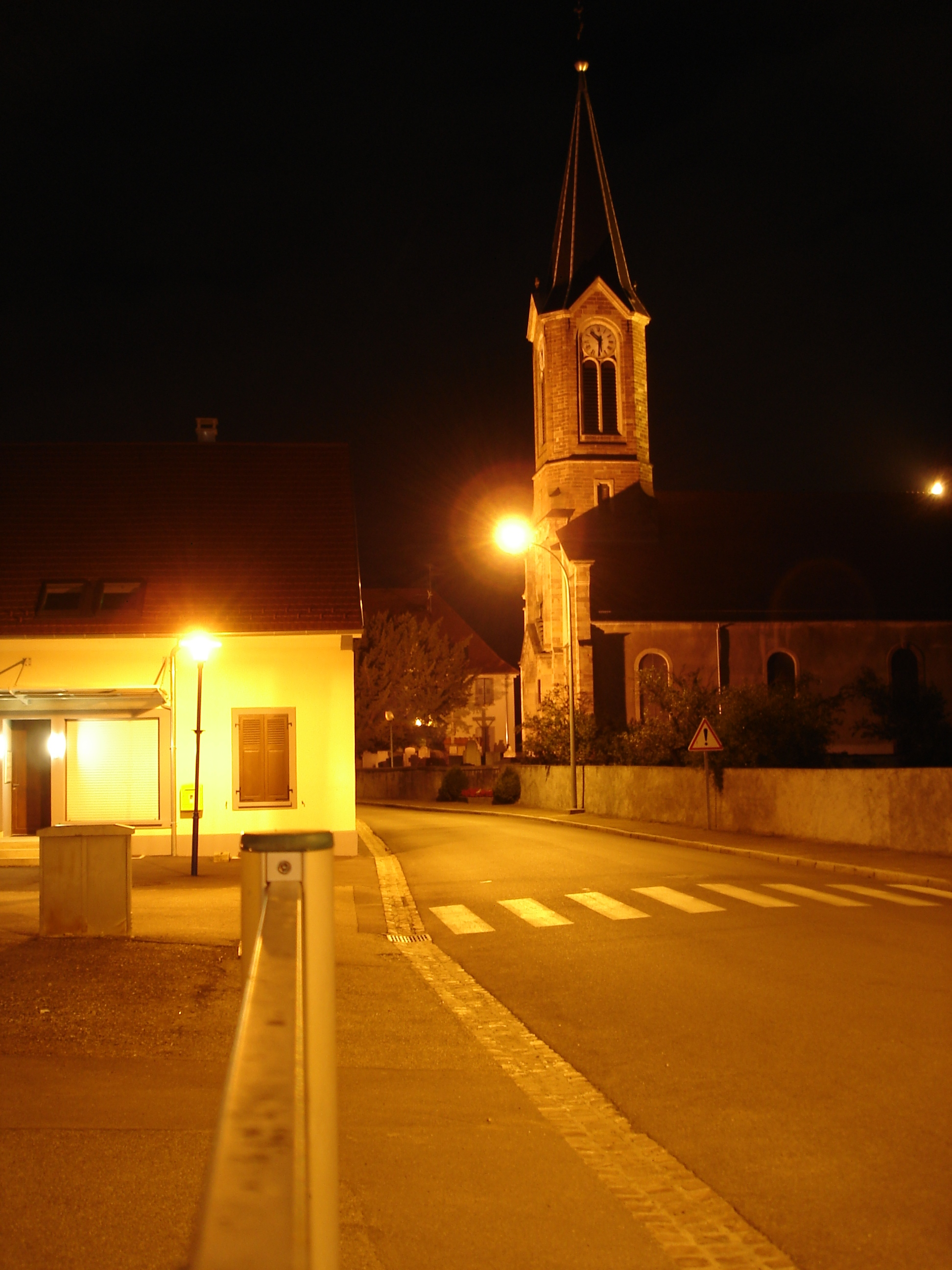
Церковь
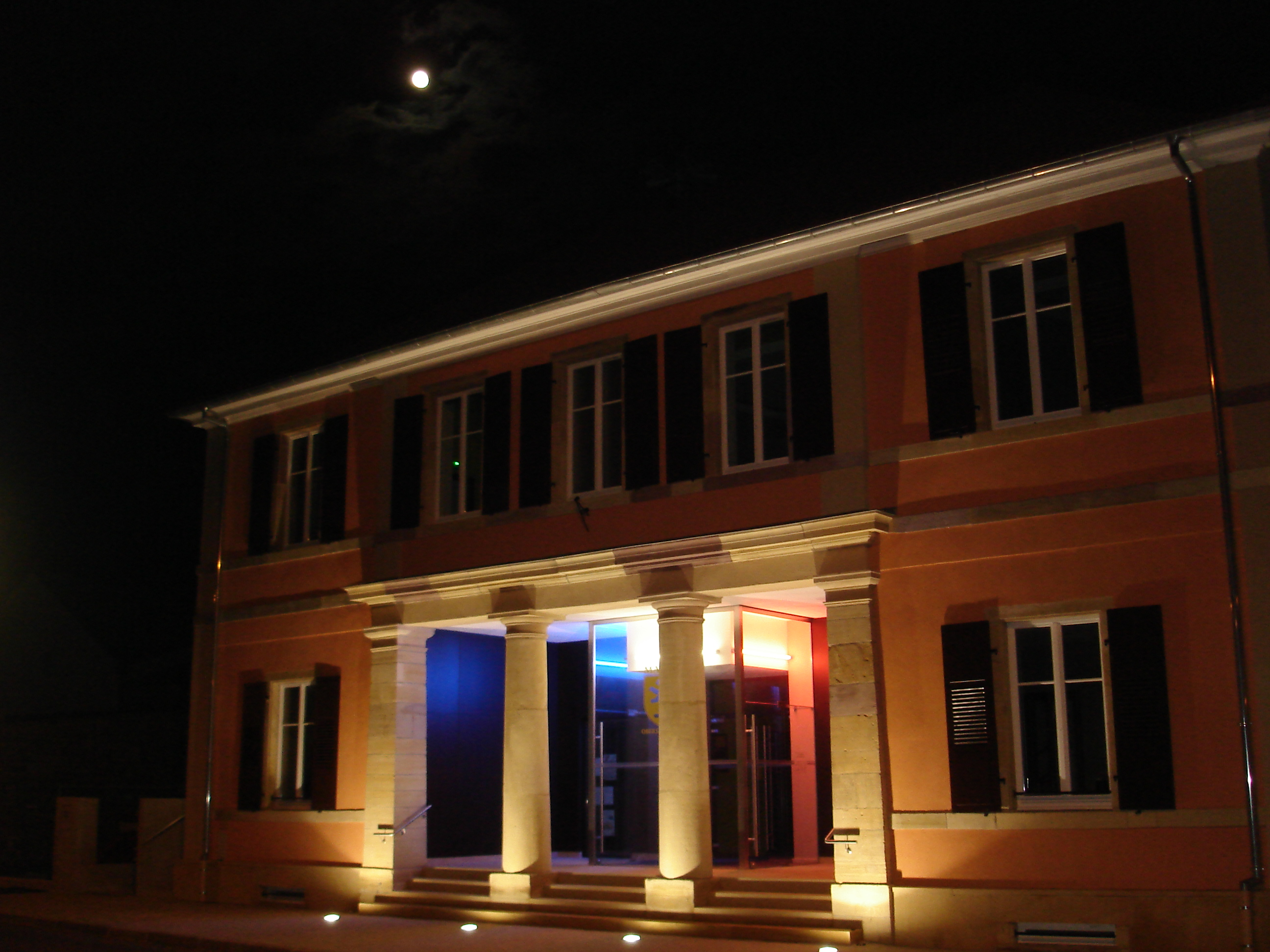
Мэрия ночью